# 82. domobranska streljačka bojna Kotor
82. domobranska streljačka bojna Kotor, (njemački: k.k. (Dalmatinische) Landwehr Schützen Bataillon "Cattaro" Nr. 82), bila je postrojba u sastavu Carskog i kraljevskog domobranstva austro-ugarske vojske. Stožer bojne bio je u Kotoru.
Godine 1893. s 79. zadarskom, 80. splitskom i 81. dubrovačkom bojnom prelazi u sastav 23. domobranske pješačke pukovnije "Zadar" te postaje njena četvrta bojna. 
Godine 1906. godine s 81. dubrovačkom bojnom postaje jezgra nove "južnodalmatinske" 37. domobranske pješačke pukovnije "Gruž".

## Galerija
- Paradna odora, poručnik dalmatinskog domobranstva   (1869. – 1880.)
- Paradna odora, satnik dalmatinskog domobranstva (1880. – 1890.)
- Paradna odora, satnik domobranstva (1890. – 1908.)
- Borbena odora, vodnik dalmatinskog domobranstva  (prije 1880.)
- Paradna odora, vodnik dalmatinskog domobranstva (1869. – 1893.)
- Borbena odora, vodnik 82. bojne dalmatinskog domobranstva (1880. – 1890.)
- Borbena odora, vodnik 82. bojne dalmatinskog domobranstva (1890. – 1893.)
- Ratna zastava pukovnije
- Naličje ratne zastave